# Delia lobistyla
Delia lobistyla este o specie de muște din genul Delia, familia Anthomyiidae, descrisă de Griffiths în anul 1991.
Este endemică în British Columbia. Conform Catalogue of Life specia Delia lobistyla nu are subspecii cunoscute.